# Giancarlo Consonni
Giancarlo Consonni (Merate, 14 gennaio 1943) è un poeta, urbanista e storico dell'architettura italiano.

## Biografia
Ha vissuto fino al 1967 a Verderio Inferiore per poi trasferirsi a Milano. Si è laureato nel 1969 in architettura ed è professore emerito di urbanistica al Politecnico di Milano.
Premio "Maria Corti" per la poesia, 2022.

## Opere letterarie

### Raccolte di poesia
- Lumbardia, Prefazione di Franco Loi, I Dispari, Milano 1983.
- Viridarium, Commento di Franco Loi, All'insegna del pesce d'oro, Milano 1987.
- In breve volo, Presentazione di Raffaello Baldini, All'insegna del pesce d'oro, Milano 1994; Id., con incisioni di Giancarlo Cazzaniga, Il Ponte, Firenze 1994.
- Vûs, con una nota di Cesare Segre, Einaudi, Torino 1997 (finalista al Premio Viareggio 1997; Premio Biagio Marin 1997; Premio Insula Romana 1998).
- Luì, Einaudi, Torino 2003 (finalista al Premio Viareggio 2003).
- Filovia, Einaudi, Torino 2016.
- Oblò, LietoColle, Faloppio 2009, con lo pseudonimo di Jean-Charles d'Avec Sommeil
- Pinoli, Einaudi, Torino 2021.
- Il respiro del mare, poesie e disegni dedicati a Laigueglia, Levania, Sovico 2021.
- Il conforto dell'ombra, Einaudi, Torino 2025.

### Scritti di poetica
- La lingua abitata, in «Como», n. 2, estate 1988, pp. 46-48.
- La parola e il silenzio, in «Diverse Lingue», a. VIII, n. 12. ottobre 1993, pp. 13-24.
- Dialetto e poesia, in «il babau», a. III, n. 11, ottobre 1993, pp. 46-49.
- Dal Cerano a de Staël. Autotraduzione e asimmetrie linguistiche, in Vittorio Cozzoli (a cura di), Tradursi: l'autotraduzione nei poeti dialettali, Comitato Angelo Monteverdi per gli studi del dialetto e folclore cremonese, Cremona 2003, pp. 17-18.
- Il teatro invisibile, in «éupolis», a. XVI, n. 38-39, ottobre 2005 - marzo 2006, pp. 83-88.

### Scritti di critica letteraria
- Architettura e luoghi nella Lombardia di Gadda, in Aa.Vv., Per Gadda il Politecnico di Milano, Scheiwiller, Milano 1994, pp. 59-82. http://urbandesignlab.googlepages.com/Gadda.pdf[collegamento interrotto]
- L'angelo e la sua terra, in «L'Unità», 23 maggio 1994.
- Avanti popolo nella nebbia [Recensione del volume: Giovanni Testori, Nebbia al Giambellino, Longanesi, Milano 1995], in «L'Unità», 15 maggio 1995.
- Parole sulla soglia. Annotazioni sulla poesia di Franco Loi, in «Polincontri-Cultura», n. 0, settembre 1995, pp. 9-11.
- Seguendo l'eco della pianura, in «L'Unità», 9 ottobre 1995, ora anche in Giuseppe Bellosi e Manuela Ricci (a cura di), Lei capisce il dialetto? Raffaello Baldini fra poesia e teatro, Longo, Ravenna 2003, pp. 250-252.
- Le pietre e la poesia, in Aa.Vv., Il centro altrove. Periferie e nuove centralità nelle aree metropolitane, Electa, Milano 1995, pp. 54-66.
- I luoghi dei viandanti. Città e periferia nella poesia del Novecento, in «Belfagor», a. LII, n. 312, 30 novembre 1997, pp. 649-653.
- I magici «scarti» di Gadda. Viaggio tra i mille segreti de «Un fulmine sul 220», in «La Provincia» (Como), 15 agosto 2000.
- Salmo quieto, in Aa. Vv., Scrittura e memoria della filosofia. Studi offerti a Fulvio Papi per il suo settantesimo compleanno, a cura di S. Borutti, Mimesis, Milano 2000, pp. 205-212.
- Recensione del volume: Franco Loi, Isman, Einaudi 2002, in «l'immaginazione», a. XX, n. 202, novembre 2003, pp. 24-25.
- Sulla poesia di Raffaello Baldini [Recensione del volume: Clelia Martignoni, Per non finire. Sulla poesia di Raffaello Baldini, Campanotto Editore, Udine 2004], in «Belfagor», a. IX, n. 2, 31 marzo 2005, pp. 232-238.
- Per Raffaello Baldini, in «Strumenti critici», a. XX, n. 2, maggio 2005, pp. 285-290.
- Sogno della terra e civile archivio. Gli alberi e il paesaggio lombardo in Gadda, in «Belfagor», a. LXVII, n. 367, 31 gennaio 2007, pp. 15-33. http://urbandesignlab.googlepages.com/Consonni_Gadda_alberi_Belfagor.pdf[collegamento interrotto]
- La ponderata misura delle cose. Intervista immaginaria a Carlo Emilio Gadda, Ogni uomo è tutti gli uomini, Bologna 2007.
- Partitura poetica, Postfazione a: Renzo Favaron, In qualche preghiera, LietoColle, Faloppio 2009, pp. 79-86.
- Onlus e prostitute. Un romanzo di Giorgio Morale, in «Lo straniero», a. XIII, n. 106, aprile 2009, pp. 132-134.
- Carlo Emilio Gadda, lo stile, in «Belfagor», a. LXIV, n. 384, 30 novembre 2009, pp. 679-697.
- Un tarlo nella sordità del mondo. «La Fondazione» di Raffaello Baldini, in «Strumenti critici», a. XXV, n. 3, settembre 2010, pp. 399-408.
- Il viandante stupefatto. Note sulla poesia di Vittorio Sereni, in «Strumenti critici», a. XXIX, n. 3, settembre 2014, pp. 439-454.
- Làcc o làtt? Il problema della fedeltà a una lingua, in Aa.Vv., Francesco Cherubini. Tre anni a Milano per Cherubini nella dialettologia italiana. Atti dei convegni 2014-2016, a cura di Silvia Morgana e Mario Piotti, Ledizioni, Milano 2019, pp. 431-440.
- Lo sport come sfida esistenziale, Prefazione a Luigi Meneghello, Spor. Raccontare lo sport, tra il limite e l’assoluto, a cura di Francesca Caputo, Biblioteca Universale Rizzoli, Milano 2022, pp. 5-11.
- Umberto Fiori: evidenza e mistero, in «Doppiozero», 29 dicembre 2023.[1]

- Prefazione a Franco Loi, Stròleg Teater, Einaudi, Torino 2024, pp. V-XII.

### Scritti vari
- Chiarìe, con un disegno di Gianni Bolis, Edizioni Fuoridalcoro, Mendrisio 2011.
- Da grande voglio fare il poeta, La Vita Felice, 2013, ISBN 9788877995315
- Con lo pseudonimo di Jean-Charles d'Avec Sommeil (d'Avec) ha inoltre pubblicato Il corruttore di bozze, La Vita Felice, Milano 2000, introduzione di Michele A. Cortelazzo, disegni di Alberto Rebori, e La Medusa si scombisciava dalle risa, La Vita Felice, Milano 2016, disegni di Alberto Rebori.
- Alberto Rollo, Giancarlo Consonni, Di questa follia si alimenta la poesia. Scambio di lettere su Viridarium (con un’appendice di testi in milanese), in «In aspre rime», a. II, n. 2, 2019, pp. 70-81.
- Il respiro del mare. Poesie e disegni dedicati a Laigueglia, Levania, Sovico 2020.

## Pubblicazioni di disegno e pittura
- Consonni 1974-2003, a cura di Antonello Negri, Fondazione Corrente, Milano 2008.
- Ritmi e soglie, Introduzione di Lodovico Meneghetti, La Vita Felice, Milano 2018.
- Sognando la Liguria. 1994-1998, Introduzione di Paolo Rusconi, La Vita Felice, Milano 2019.
- Stagioni. 1980-1998, Introduzione di Antje Stehn, La Vita Felice, Milano 2020.
- Luoghi e paesaggi. 1961-2021, La Vita Felice, Milano 2021.
- Nel blu. Collages 2013, La Vita Felice, Milano 2022.
- Nel grigio. Collages 2016, La Vita Felice, Milano 2022.
- L'uccello di fuoco. Ascoltando Stravinskij. 1996-1996, La Vita Felice, Milano 2022.
- Omaggio a Erik Satie. 1998, La Vita Felice, Milano 2022.
- Ascoltando Bach. Collages. 2016-2022, La Vita Felice, Milano 2022.
- Apparenze e graffiti. 1982-2001, La Vita Felice, Milano 2024.
- Incantamenti. 1991-1998, La Vita Felice, Milano 2024.
- Textures e paesaggi. Collages 1975-2022, La Vita Felice, Milano 2025.
- Tarsie e altri collages 2000-2024, La Vita Felice, Milano 2025.
- Studi per arazzi. Collages 2003, La Vita Felice, Milano 2025.